# Aphanius stiassnyae
Aphanius stiassnyae är en fiskart som först beskrevs av Getahun och Lazara 2001.  Aphanius stiassnyae ingår i släktet Aphanius och familjen Cyprinodontidae. IUCN kategoriserar arten globalt som starkt hotad. Inga underarter finns listade i Catalogue of Life.